# كأس آسيا للسيدات 2014
مثلت كأس آسيا للسيدات 2014، النسخة الثامنة عشرة من البطولة، منافسة قارية بين منتخبات كرة القدم النسائية المنضوية تحت لواء الاتحاد الآسيوي لكرة القدم (AFC). وكانت البطولة بمثابة التصفيات المؤهلة لكأس العالم للسيدات 2015. أقيمت البطولة في فيتنام خلال الفترة من 14 إلى 25 مايو 2014.
أحرز منتخب اليابان، بطل العالم في ذلك الوقت، لقبه الأول في كأس آسيا للسيدات، متغلبًا على نظيره الأسترالي حامل اللقب، بهدف دون رد في المباراة النهائية.

## التصفيات
شاركت ثمانية منتخبات في النهائيات، تأهلت أربعة منها مباشرةً استنادًا إلى ترتيبها في نسخة 2010، بينما تأهلت المنتخبات الأربعة الأخرى عبر التصفيات التمهيدية.
لم يشارك منتخب كوريا الشمالية في البطولة بسبب عقوبة مفروضة عليه إثر حالات تعاطي المنشطات في كأس العالم للسيدات 2011. وشاركت فيتنام، الدولة المضيفة، في التصفيات، وكان سيتم اختيار دولة مضيفة بديلة في حال عدم تأهل منتخبها.

### المنتخبات المتأهلة
| الدولة         | تأهل كـ                              | تاريخ التأهل   | المشاركات السابقة في البطولة |
| -------------- | ------------------------------------ | -------------- | --- |
| أستراليا       | كأس آسيا للسيدات 2010 ضمن أفضل أربعة | 21 مايو 2010   | 4 (بطولة آسيا لكرة القدم للسيدات 1975، كأس آسيا للسيدات 2006، كأس آسيا للسيدات 2008، كأس آسيا للسيدات 2010) |
| اليابان        | كأس آسيا للسيدات 2010 ضمن أفضل أربعة | 22 مايو 2010   | 14 (بطولة آسيا لكرة القدم للسيدات 1977، بطولة آسيا لكرة القدم للسيدات 1981، بطولة آسيا لكرة القدم للسيدات 1986، بطولة آسيا لكرة القدم للسيدات 1989، بطولة آسيا لكرة القدم للسيدات 1991، بطولة آسيا لكرة القدم للسيدات 1993، بطولة آسيا لكرة القدم للسيدات 1995، بطولة آسيا لكرة القدم للسيدات 1997، بطولة آسيا لكرة القدم للسيدات 1999، بطولة آسيا لكرة القدم للسيدات 2001، بطولة آسيا لكرة القدم للسيدات 2003، كأس آسيا للسيدات 2006، كأس آسيا للسيدات 2008، كأس آسيا للسيدات 2010) |
| الصين          | كأس آسيا للسيدات 2010 ضمن أفضل أربعة | 23 مايو 2010   | 12 (بطولة آسيا لكرة القدم للسيدات 1986، بطولة آسيا لكرة القدم للسيدات 1989، بطولة آسيا لكرة القدم للسيدات 1991، بطولة آسيا لكرة القدم للسيدات 1993، بطولة آسيا لكرة القدم للسيدات 1995، بطولة آسيا لكرة القدم للسيدات 1997، بطولة آسيا لكرة القدم للسيدات 1999، بطولة آسيا لكرة القدم للسيدات 2001، بطولة آسيا لكرة القدم للسيدات 2003، كأس آسيا للسيدات 2006، كأس آسيا للسيدات 2008، كأس آسيا للسيدات 2010)                                                                         |
| كوريا الجنوبية | كأس آسيا للسيدات 2010 ضمن أفضل أربعة | 26 سبتمبر 2012 | 10 (بطولة آسيا لكرة القدم للسيدات 1991، بطولة آسيا لكرة القدم للسيدات 1993، بطولة آسيا لكرة القدم للسيدات 1995، بطولة آسيا لكرة القدم للسيدات 1997، بطولة آسيا لكرة القدم للسيدات 1999، بطولة آسيا لكرة القدم للسيدات 2001، بطولة آسيا لكرة القدم للسيدات 2003، كأس آسيا للسيدات 2006، كأس آسيا للسيدات 2008، كأس آسيا للسيدات 2010) |
| ميانمار        | بطل المجموعة الرابعة                 | 25 مايو 2013   | 3 (بطولة آسيا لكرة القدم للسيدات 2003، كأس آسيا للسيدات 2006، كأس آسيا للسيدات 2010) |
| تايلاند        | بطل المجموعة الثانية                 | 25 مايو 2013   | 14 (بطولة آسيا لكرة القدم للسيدات 1975، بطولة آسيا لكرة القدم للسيدات 1977، بطولة آسيا لكرة القدم للسيدات 1981، بطولة آسيا لكرة القدم للسيدات 1983، بطولة آسيا لكرة القدم للسيدات 1986، بطولة آسيا لكرة القدم للسيدات 1989، بطولة آسيا لكرة القدم للسيدات 1991، بطولة آسيا لكرة القدم للسيدات 1995، بطولة آسيا لكرة القدم للسيدات 1999، بطولة آسيا لكرة القدم للسيدات 2001، بطولة آسيا لكرة القدم للسيدات 2003، كأس آسيا للسيدات 2006، كأس آسيا للسيدات 2008، كأس آسيا للسيدات 2010) |
| فيتنام         | بطل المجموعة الثالثة                 | 26 مايو 2013   | 6 (بطولة آسيا لكرة القدم للسيدات 1999، بطولة آسيا لكرة القدم للسيدات 2001، بطولة آسيا لكرة القدم للسيدات 2003، كأس آسيا للسيدات 2006، كأس آسيا للسيدات 2008، كأس آسيا للسيدات 2010) |
| الأردن         | بطل المجموعة الأولى                  | 9 يونيو 2013   | 0 (الظهور الأول) |

1. ↑  غامق : بطل, مائل: المستضيف.

## الملاعب
احتضن ملعبان في تو داو موت ومدينة هو تشي منه مباريات البطولة.
| تو داو موت مدينة هو تشي منهكأس آسيا للسيدات 2014 (فيتنام) | تو داو موت    | مدينة هو تشي منه |
| --------------------------------------------------------- | ------------- | ---------------- |
| تو داو موت مدينة هو تشي منهكأس آسيا للسيدات 2014 (فيتنام) | ملعب غو داو   | ملعب تونغ نهات   |
| تو داو موت مدينة هو تشي منهكأس آسيا للسيدات 2014 (فيتنام) | السعة: 18,250 | السعة: 15,000    |
| تو داو موت مدينة هو تشي منهكأس آسيا للسيدات 2014 (فيتنام) |               |                  |

## دور المجموعات
قُسّمت الفرق الثماني المتأهلة إلى مجموعتين، وضمت كل مجموعة أربعة فرق. لعب كل فريق ضد الفرق الثلاثة الأخرى في مجموعته مباراة واحدة. تأهل الفريقان صاحبا المركزين الأول والثاني في كل مجموعة إلى الدور نصف النهائي مباشرةً، بينما خاض صاحبا المركز الثالث في المجموعتين مباراة فاصلة لتحديد المنتخب الحاصل على المركز الخامس، والذي نال المقعد الأخير المؤهل لنهائيات كأس العالم للسيدات. أُجريت قرعة دور المجموعات في 29 نوفمبر 2013.

في حال تساوي فريقين أو أكثر في عدد النقاط في نهاية مباريات المجموعة، طُبّقت المعايير التالية لتحديد الترتيب النهائي (بالترتيب):
- النقاط في المواجهات المباشرة:** أكبر عدد من النقاط التي حصل عليها الفريق في المباريات بين الفرق المتعادلة.
- فارق الأهداف في المواجهات المباشرة:** فارق الأهداف الناتجة عن مباريات المجموعة بين الفرق المتعادلة.
- الأهداف المسجلة في المواجهات المباشرة:** أكبر عدد من الأهداف التي سجلها الفريق في المباريات بين الفرق المتعادلة.
- فارق الأهداف الكلي:** فارق الأهداف في جميع مباريات المجموعة.
- الأهداف المسجلة الكلي:** أكبر عدد من الأهداف التي سجلها الفريق في جميع مباريات المجموعة.
- ركلات الترجيح**: تُطبّق فقط إذا كان فريقان متعادلان في كل المعايير السابقة (النقاط، فارق الأهداف، الأهداف المسجلة)، وكانا يلعبان ضد بعضهما في المباراة الأخيرة من المجموعة.
- اللعب النظيف:** أقل عدد من النقاط بناءً على البطاقات الصفراء والحمراء التي حصل عليها لاعبو الفريق في جميع مباريات المجموعة (تُحتسب البطاقة الصفراء بنقطة واحدة، والبطاقة الحمراء المباشرة بثلاث نقاط، والبطاقة الحمراء الناتجة عن بطاقتين صفراوين بثلاث نقاط، والبطاقة الصفراء المتبوعة ببطاقة حمراء مباشرة بأربع نقاط).
- القرعة:** سحب القرعة من قبل اللجنة المنظمة للبطولة.

- جميع المباريات بتوقيت فيتنام المحلي (UTC+7).

### المجموعة الأولى
| م | الفريق     | لعب | ف | ت | خ | أ.له | أ.ع | أ.ف | نقاط | تأهل                                  |
| - | ---------- | --- | - | - | - | ---- | --- | --- | ---- | ------------------------------------- |
| 1 | اليابان    | 3   | 2 | 1 | 0 | 13   | 2   | +11 | 7    | دور خروج المغلوب و كأس العالم للسيدات |
| 2 | أستراليا   | 3   | 2 | 1 | 0 | 7    | 3   | +4  | 7    | دور خروج المغلوب و كأس العالم للسيدات |
| 3 | فيتنام (H) | 3   | 1 | 0 | 2 | 3    | 7   | −4  | 3    | مباراة فاصلة                          |
| 4 | الأردن     | 3   | 0 | 0 | 3 | 2    | 13  | −11 | 0    |                                       |

| فيتنام                                         | 3–1                 | الأردن          |
| ---------------------------------------------- | ------------------- | --------------- |
| نغوين ثي موون ‏ 18' · لي ثو ثانه هوونغ 36'، 84' | Report (AFC) Report | ميساء جبارة 34' |

| أستراليا                           | 2–2                 | اليابان                                      |
| ---------------------------------- | ------------------- | -------------------------------------------- |
| كيتلين فورد 21' · ليزا دي فانا 64' | Report (AFC) Report | كلير بولكينهورن 71' (ه.ذ.) · يوكي أوغيمي 84' |

| الأردن            | 1–3                 | أستراليا                            |
| ----------------- | ------------------- | ----------------------------------- |
| ستيفاني النبر 70' | Report (AFC) Report | كيت غيل 35'، 50' · كاترينا غوري 66' |

| اليابان                                                       | 4–0                 | فيتنام |
| ------------------------------------------------------------- | ------------------- | ------ |
| ناهومي كاواسومي 44'، 87' · ناناسي كيريو 65' · يوكي أوغيمي 69' | Report (AFC) Report |        |

| فيتنام | 0–2                 | أستراليا                                   |
| ------ | ------------------- | ------------------------------------------ |
|        | Report (AFC) Report | لي ثي ثوونغ ‏ 42' (ه.ذ.) · كاترينا غوري 90' |

| اليابان | 7–0                 | الأردن |
| --- | ------------------- | ------ |
| تشيناتسو كيرا 25'، 90+3' · إيمي ناكاجيما 45+1'، 75' · ميزوهو ساكاغوتشي 49'، 81' · إنشيراح الحياصات 69' (ه.ذ.) | Report (AFC) Report |        |

### المجموعة الثانية
| م | الفريق         | لعب | ف | ت | خ | أ.له | أ.ع | أ.ف | نقاط | تأهل                                  |
| - | -------------- | --- | - | - | - | ---- | --- | --- | ---- | ------------------------------------- |
| 1 | كوريا الجنوبية | 3   | 2 | 1 | 0 | 16   | 0   | +16 | 7    | دور خروج المغلوب و كأس العالم للسيدات |
| 2 | الصين          | 3   | 2 | 1 | 0 | 10   | 0   | +10 | 7    | دور خروج المغلوب و كأس العالم للسيدات |
| 3 | تايلاند        | 3   | 1 | 0 | 2 | 2    | 12  | −10 | 3    | مباراة فاصلة                          |
| 4 | ميانمار        | 3   | 0 | 0 | 3 | 1    | 17  | −16 | 0    |                                       |

| كوريا الجنوبية | 12–0                | ميانمار |
| --- | ------------------- | ------- |
| جي سو-يون 4' · بارك إيون-سون ‏ 17' (ركلة.)، 43' · بارك هي-يونغ ‏ 33' · جيون غا-إيول ‏ 36'، 40' (ركلة.)، 63' · تشو سو-هيون ‏ 45+3'، 61'، 82' · كوون ها-نيول ‏ 58' · يو مين-جي ‏ 76' | Report (AFC) Report |         |

| الصين                                                                       | 7–0                 | تايلاند |
| --------------------------------------------------------------------------- | ------------------- | ------- |
| لي دونغنا ‏ 6' · لي يينغ 8' · يانغ لي 16'، 45+1'، 64'، 90+1' · شو يانلو ‏ 75' | Report (AFC) Report |         |

| ميانمار | 0–3                 | الصين                                          |
| ------- | ------------------- | ---------------------------------------------- |
|         | Report (AFC) Report | رين غويكسين ‏ 10' · ما شياوشو 60' · يانغ لي 87' |

| تايلاند | 0–4                 | كوريا الجنوبية                               |
| ------- | ------------------- | -------------------------------------------- |
|         | Report (AFC) Report | جي سو-يون 11' · بارك إيون-سون ‏ 12'، 47'، 84' |

| كوريا الجنوبية | 0–0                 | الصين |
| -------------- | ------------------- | ----- |
|                | Report (AFC) Report |       |

| تايلاند                                                  | 2–1                 | ميانمار         |
| -------------------------------------------------------- | ------------------- | --------------- |
| كانجانا سونغ-نغوين ‏ 27' (ركلة.) · دوانغنابا سريتالا ‏ 59' | Report (AFC) Report | يي يي أوو 45+1' |

## مباراة المركز الخامس
فازت تايلاند بالمباراة الفاصلة، لتتأهل بالتالي إلى كأس العالم للسيدات 2015.
| فيتنام                  | 1–2                 | تايلاند                      |
| ----------------------- | ------------------- | ---------------------------- |
| نغوين ثي تويت دونغ ‏ 86' | Report (AFC) Report | كانجانا سونغ-نغوين ‏ 48'، 65' |

## دور خروج المغلوب
"في دور خروج المغلوب، بما في ذلك مباراة تحديد المركز الخامس، إذا انتهى الوقت الأصلي بالتعادل، يتم اللجوء إلى وقت إضافي. وإذا استمر التعادل بعد الوقت الإضافي، يتم اللجوء إلى ركلات الترجيح لتحديد الفائز."
|  | نصف النهائي      | نصف النهائي |   |         | النهائي        | النهائي |  |
|  |                  |             |   |         |                |         |  |
|  | 22 مايو          |             |   |         |                |         |  |
|  | اليابان (ب.و.إ.) | 2           |   |         |                |         |  |
|  | الصين            | 1           |   |         |                |         |  |
|  |                  |             |   |         |                |         |  |
|  |                  |             |   |         | 25 مايو        |         |  |
|  |                  |             |   |         | اليابان        | 1       |  |
|  |                  | أستراليا    | 0 |         |                |         |  |
|  |                  |             |   |         |                |         |  |
|  |                  |             |   |         |                |         |  |
|  |                  |             |   |         | المركز الثالث  |         |  |
|  | 22 مايو          | 22 مايو     |   | 25 مايو | 25 مايو        |         |  |
|  | كوريا الجنوبية   | 1           |   | الصين   | 2              |         |  |
|  | أستراليا         | 2           |   |         | كوريا الجنوبية | 1       |  |

جميع الأوقات محلية (UTC+7).

### نصف النهائي
| اليابان                                   | 2–1 (ب.و.إ.)        | الصين                  |
| ----------------------------------------- | ------------------- | ---------------------- |
| هوماري ساوا 51' · أزوسا إيواشيميزو 120+2' | Report (AFC) Report | لي دونغنا ‏ 80' (ركلة.) |

| كوريا الجنوبية             | 1–2                 | أستراليا                                 |
| -------------------------- | ------------------- | ---------------------------------------- |
| بارك إيون-سون ‏ 53' (ركلة.) | Report (AFC) Report | كاترينا غوري 47' · إليز كيلوند-نايت ‏ 77' |

### مباراة المركز الثالث
| الصين                                    | 2–1                 | كوريا الجنوبية |
| ---------------------------------------- | ------------------- | -------------- |
| بارك إيون-سون ‏ 3' (ه.ذ.) · يانغ لي 90+3' | Report (AFC) Report | يو يونغ-آ ‏ 80' |

### النهائي
| اليابان              | 1–0                 | أستراليا |
| -------------------- | ------------------- | -------- |
| أزوسا إيواشيميزو 28' | Report (AFC) Report |          |

## الهدافون
عدد الأهداف المُسجلة  67 هدفًا  في 17 مباراة، بمتوسط 3.94 هدفًا في المباراة الواحدة.
6 أهداف
- يانغ لي
- بارك إيون-سون [الإنجليزية]

3 أهداف
- كاترينا غوري
- تشو سو-هيون [الإنجليزية]
- جيون غا-إيول [الإنجليزية]
- كانجانا سونغ-نغوين [الإنجليزية]

هدفان
- كيت غيل
- لي دونغنا [الإنجليزية]
- أزوسا إيواشيميزو
- ناهومي كاواسومي
- تشيناتسو كيرا
- إيمي ناكاجيما
- ميزوهو ساكاغوتشي
- يوكي أوغيمي
- جي سو-يون
- لي ثو ثانه هوونغ

هدف
- ليزا دي فانا
- كيتلين فورد
- إليز كيلوند-نايت [الإنجليزية]
- لي يينغ
- ما شياوشو
- رين غويكسين [الإنجليزية]
- شو يانلو [الإنجليزية]
- ناناسي كيريو
- هوماري ساوا
- ستيفاني النبر
- ميساء جبارة
- كوون ها-نيول [الإنجليزية]
- بارك هي-يونغ [الإنجليزية]
- يو مين-جي [الإنجليزية]
- يو يونغ-آ [الإنجليزية]
- يي يي أوو [الإنجليزية]
- دوانغنابا سريتالا [الإنجليزية]
- نغوين ثي موون [الإنجليزية]
- نغوين ثي تويت دونغ [الإنجليزية]

هدف ذاتي
- كلير بولكينهورن (ضد اليابان)
- إنشيراح الحياصات (ضد اليابان)
- بارك إيون-سون [الإنجليزية] (ضد الصين)
- لي ثي ثوونغ [الإنجليزية] (ضد أستراليا)

## ترتيب فرق البطولة
يوضح هذا الجدول ترتيب الفرق خلال البطولة.
| م | الفريق         | لعب | ف | ت | خ | أ.له | أ.ع | أ.ف | نقاط | النتيجة النهائية     |
| - | -------------- | --- | - | - | - | ---- | --- | --- | ---- | -------------------- |
| 1 | اليابان        | 5   | 4 | 1 | 0 | 16   | 3   | +13 | 13   | البطل                |
| 2 | أستراليا       | 5   | 3 | 1 | 1 | 9    | 5   | +4  | 10   | الوصيف               |
| 3 | الصين          | 5   | 3 | 1 | 1 | 13   | 3   | +10 | 10   | المركز الثالث        |
| 4 | كوريا الجنوبية | 5   | 2 | 1 | 2 | 18   | 4   | +14 | 7    | المركز الرابع        |
|   |                |     |   |   |   |      |     |     |      |                      |
| 5 | تايلاند        | 4   | 2 | 0 | 2 | 4    | 13  | −9  | 6    | خرج من دور المجموعات |
| 6 | فيتنام (H)     | 4   | 1 | 0 | 3 | 4    | 9   | −5  | 3    | خرج من دور المجموعات |
| 7 | الأردن         | 3   | 0 | 0 | 3 | 2    | 13  | −11 | 0    | خرج من دور المجموعات |
| 8 | ميانمار        | 3   | 0 | 0 | 3 | 1    | 17  | −16 | 0    | خرج من دور المجموعات |

## روابط خارجية
- RSSSF.com